# Willem Marinus van Rossum
Willem Marinus van Rossum, C.Ss. R. (Zwollle, 3. rujna 1854. – Maastricht, 30. kolovoza 1932.) bio je nizozemski prelat Katoličke Crkve. Kardinalom je imenovan 1911., vodio je Apostolsku pokorničarnu od 1915. do 1918., a od 1918. do smrti služio je kao prefekt Kongregacije za širenje vjere.
Van Rossum je umro 30. kolovoza 1932. u bolnici u  Maastrichtu, nakon što se razbolio po povratku s posjeta Danskoj. Pokopan je na groblju u Wittenu, ali je kasnije prenesen u redemptorističku crkvu u Wittemu.